# Ligomena
Ligomena is een plaats (frazione) in de Italiaanse gemeente Plesio.